# Zeitfaktor-Ökonomie
Die Zeitfaktor-Ökonomie bezeichnet ein Wirtschaftssystem, in dem sowohl die Steuern als auch die Gehälter in Proportion zur Arbeitszeit stehen. Gedankliche Grundlage ist die Arbeitswerttheorie. Dieser Umstand unterscheidet die Zeitfaktor-Ökonomie von den meisten anderen Wirtschaftssystemen, bei denen andere Faktoren als die Zeit der Steuerberechnung zugrunde liegen. Das System ist in letzter Zeit von dem schwedischen Erfinder Karl Gustafson gründlich beschrieben worden, aber schon der Sozialreformer Silvio Gesell ging mit dem Gedanken auf ein zeitfaktorbasiertes Wirtschaftssystem um. 1976 brachte das schwedische Volksparteimitglied Anders Gernandt einen Antrag in den schwedischen Reichstag ein, eine „Zeitsteuer“ einzuführen.

## Überblick
Die Zeitfaktor-Ökonomie geht von Annahmen aus, dass heutige Wirtschaftssysteme sich auf Umstände beziehen, die nicht günstig für alle sind, dass die Nachteile dieser Systeme jedoch beseitigt werden könnten, wenn die Wirtschaft auf Naturgesetze gegründet wäre. Die Ungerechtigkeiten der heutigen Systeme beruhen – gemäß der Prinzipien der Zeitfaktor-Ökonomie – darauf, dass es heute keine festen Regeln gäbe, wie die Wirtschaft administriert oder wie der Wert der Dinge bestimmt werden soll. Die Zeitfaktor-Ökonomie benutzt die Zeit als objektive Konstante, die nicht von der Politik reguliert oder beeinflusst werden kann, und nimmt an, dass diese Konstante die gerechteste Grundlage eines jeden Wirtschaftssystems sei.

## Zweck
Die Zeitfaktor-Ökonomie zielt darauf ab, das Zinssystem durch Gebühren für ausgeführte Erwerbstätigkeiten zu ersetzen, wobei die Arbeit in Zeit umgerechnet wird. In einer Zeitfaktor-Ökonomie kann das Kapital nie im Laufe der Zeit vermehrt werden, ohne dass eine Arbeit, die der Vermehrung entspricht, ausgeführt worden ist. Das Ziel der Zeitfaktor-Ökonomie ist, den Kapitalwert an eine Naturkonstante zu binden, auf dieselbe Weise, wie das Volumen und die Masse heute in festen Einheiten definiert sind. Auf diese Weise würden Betrug und Spekulationen erschwert.

## Kritik gegen die Zeitfaktor-Ökonomie
Eine Rezeption dieses Konzeptes in den Wirtschaftswissenschaften erfolgt nahezu nicht. Die Zeitfaktor-Ökonomie ist als zu theoretisch kritisiert worden, und dafür, dass sie voraussetzt, dass alle Menschen steuerpflichtige Arbeit haben.